# Chen Menglei
Chen Menglei est un encyclopédiste chinois, né en 1650 ou 1651 à Fuzhou (Chine) et mort en 1741.
Il a publié La Grande Encyclopédie impériale illustrée des temps passé et présent (Qinding Gujin tushu jicheng).